# Tennis Borussia Berlin 1976-1977
Questa voce raccoglie le informazioni riguardanti il Tennis Borussia Berlino nelle competizioni ufficiali della stagione 1976-1977.

## Stagione
Nella stagione 1976-1977 il Tennis Borussia Berlino, allenato da Rudi Gutendorf, concluse il campionato di Bundesliga al 17º posto. In Coppa di Germania il Tennis Borussia Berlino fu eliminato al terzo turno dal Colonia.

## Rosa
| N. |                     | Ruolo | Calciatore          |
| -- | ------------------- | ----- | ------------------- |
|    | Germania (bandiera) | P     | Hubert Birkenmeier  |
|    | Germania (bandiera) | P     | Volkmar Groß        |
|    | Croazia (bandiera)  | P     | Ivica Maras         |
|    | Germania (bandiera) | P     | Lutz Otte           |
|    | Germania (bandiera) | D     | Hans-Jürgen Baake   |
|    | Germania (bandiera) | D     | Peter Eggert        |
|    | Germania (bandiera) | D     | Klaus-Peter Hanisch |
|    | Germania (bandiera) | D     | Ditmar Jakobs       |
|    | Germania (bandiera) | D     | Hans-Georg Kraus    |
|    | Germania (bandiera) | D     | Ernst Savkovic      |
|    | Germania (bandiera) | D     | Reinhard Schmitz    |
|    | Germania (bandiera) | D     | Hans Sprenger       |
|    | Germania (bandiera) | C     | Winfried Berkemeier |

| N. |                     | Ruolo | Calciatore         |
| -- | ------------------- | ----- | ------------------ |
|    | Germania (bandiera) | C     | Dirk Heun          |
|    | Germania (bandiera) | C     | Dieter Hochheimer  |
|    | Germania (bandiera) | C     | Horst Nußbaum      |
|    | Germania (bandiera) | C     | Lothar Schneider   |
|    | Germania (bandiera) | C     | Jürgen Schulz      |
|    | Germania (bandiera) | C     | Gerd Schwidrowski  |
|    | Germania (bandiera) | C     | Michael Zimmer     |
|    | Germania (bandiera) | A     | Detlef Bruckhoff   |
|    | Germania (bandiera) | A     | Klaus-Günter Stade |
|    | Germania (bandiera) | A     | Winfried Stradt    |
|    | Germania (bandiera) | A     | Karlheinz Subklewe |
|    | Svezia (bandiera)   | A     | Benny Wendt        |

## Organigramma societario
Area tecnica
- Allenatore: Rudi Gutendorf, Fritz Schollmeyer
- Allenatore in seconda:
- Preparatore dei portieri:
- Preparatori atletici:

## Calciomercato

### Sessione estiva
| Acquisti | Acquisti            | Acquisti              | Acquisti |
| R.       | Nome                | da                    | Modalità |
| -------- | ------------------- | --------------------- | -------- |
| A        | Winfried Stradt     | Eintracht Francoforte |          |
| D        | Hans-Jürgen Baake   | Wuppertal             |          |
| D        | Klaus-Peter Hanisch | Wacker 04 Berlino     |          |
| D        | Ernst Savkovic      | Borussia Dortmund     |          |
| D        | Reinhard Schmitz    | Union Solingen        |          |
| C        | Lothar Schneider    | Duisburg              |          |
| A        | Benny Wendt         | Colonia               |          |

| Cessioni | Cessioni            | Cessioni               | Cessioni |
| R.       | Nome                | a                      | Modalità |
| -------- | ------------------- | ---------------------- | -------- |
| A        | Christian Sackewitz | Arminia Bielefeld      |          |
| C        | Peter Pagel         | FC Spandau 06          |          |
| D        | Norbert Siegmann    | Werder Brema           |          |
| A        | Norbert Stolzenburg | Eintracht Braunschweig |          |

### Sessione invernale
| Acquisti | Acquisti          | Acquisti  | Acquisti |
| R.       | Nome              | da        | Modalità |
| -------- | ----------------- | --------- | -------- |
| P        | Volkmar Groß      | Twente    |          |
| C        | Dieter Hochheimer | Göttingen |          |

| Cessioni | Cessioni | Cessioni | Cessioni |
| R.       | Nome     | a        | Modalità |
| -------- | -------- | -------- | -------- |

## Risultati

### Bundesliga

#### Girone di andata
| Arbitro: | Niemann |

|                |           |                        |
| Wendt 13’, 55’ | Marcatori | 22’ Dörre 74’ Hrubesch |

| Arbitro: | Eschweiler |

|                                                                         |           |                |
| Hölzenbein 14’, 53’ (rig.), 70’ Nickel 31’ Kraus 37’, 79’ Grabowski 54’ | Marcatori | 61’ Berkemeier |

| Arbitro: | Messmer |

|                         |           |                          |
| Wendt 5’, 33’, 68’, 78’ | Marcatori | 35’ (rig.) Brei 51’ Geye |

| Arbitro: | Wichmann |

|                                     |           |           |
| Dremmler 37’ Frank 38’ Popivoda 85’ | Marcatori | 54’ Wendt |

| Arbitro: | Quindeau |

|                                                                        |           |  |
| Kapellmann 23’ Rummenigge 30’, 77’, 89’ Müller 35’, 39’, 48’, 57’, 86’ | Marcatori |  |

| Arbitro: | Lutz |

|                                  |           |                     |
| Wendt 2’ Schulz 13’ Subklewe 55’ | Marcatori | 88’ Löhr 90’ Müller |

| Arbitro: | Dölfel |

|                                                          |           |                                           |
| Kremers 19’ Schulz 33’ (aut.) Fischer 34’, 57’ Oblak 70’ | Marcatori | 44’, 51’ Schneider 54’ Subklewe 63’ Wendt |

| Arbitro: | Burgers |

|                  |           |          |
| Wendt 57’ (rig.) | Marcatori | 66’ Eigl |

| Saarbrücken 9 ottobre 1976, ore 15:30 CET 9ª giornata | Saarbrücken | 0 – 0 referto | TeBe Berlino | Ludwigsparkstadion (25 000 spett.)\| Arbitro: \| Hennig \| |
| Arbitro:                                              | Hennig      |               |              |                                                            |

| Arbitro: | Redelfs |

|                                         |           |                       |
| Wendt 7’, 37’ Schmitz 42’ Schneider 90’ | Marcatori | 58’ Krauth 62’ Janzon |

| Arbitro: | Antz |

|                                |           |  |
| Heynckes 45’, 48’ Stielike 73’ | Marcatori |  |

| Arbitro: | Ohmsen |

|            |           |                                    |
| Zimmer 50’ | Marcatori | 9’, 12’, 29’ Büssers 25’, 90’ Worm |

| Arbitro: | Hilker |

|                         |           |  |
| Hermandung 49’ Beer 73’ | Marcatori |  |

| Arbitro: | Horstmann |

|           |           |            |
| Wendt 78’ | Marcatori | 20’ Kaczor |

| Arbitro: | Linn |

|                                              |           |  |
| Vöge 14’ Burgsmüller 45’ Hartl 60’ Huber 78’ | Marcatori |  |

| Arbitro: | Eschweiler |

|                         |           |                                     |
| Subklewe 39’ Schulz 44’ | Marcatori | 6’, 79’ Siegmann 47’ Görts 76’ Kamp |

| Arbitro: | Ahlenfelder |

|                                |           |           |
| Pirrung 1’, 82’ Toppmöller 89’ | Marcatori | 26’ Wendt |

#### Girone di ritorno
| Arbitro: | Meuser |

|                   |           |  |
| Wieczorkowski 90’ | Marcatori |  |

| Arbitro: | Meuser |

|                  |           |            |
| Wendt 59’ (rig.) | Marcatori | 62’ Wenzel |

| Düsseldorf 29 gennaio 1977, ore 15:30 CET 20ª giornata | Fortuna Düsseldorf | 0 – 0 referto | TeBe Berlino | Rheinstadion (14 000 spett.)\| Arbitro: \| Biwersi \| |
| Arbitro:                                               | Biwersi            |               |              |                                                       |

| Berlino 5 febbraio 1977, ore 15:30 CET 21ª giornata | TeBe Berlino | 0 – 0 referto | Eintracht Braunschweig | Stadio Olimpico (11 000 spett.)\| Arbitro: \| Fork \| |
| Arbitro:                                            | Fork         |               |                        |                                                       |

| Arbitro: | Waltert |

|                          |           |               |
| Wendt 43’, 76’ Baake 52’ | Marcatori | 83’ Kirschner |

| Arbitro: | Messmer |

|                                                               |           |                                                      |
| Müller 5’, 7’, 67’, 82’ Simmet 20’, 49’ Overath 25’ Flohe 85’ | Marcatori | 2’ Hochheimer 44’ Stradt 68’ Berkemeier 74’ Subklewe |

| Arbitro: | Dölfel |

|                    |           |                                        |
| Rüssmann 3’ (aut.) | Marcatori | 28’ Rüssmann 30’ Abramczik 86’ Kremers |

| Arbitro: | Hennig |

|                        |           |            |
| Volkert 68’ Keller 85’ | Marcatori | 49’ Schulz |

| Arbitro: | Wichmann |

|               |           |            |
| Schneider 75’ | Marcatori | 68’ Traser |

| Arbitro: | Kindervater |

|                                                    |           |            |
| Flindt-Bjerg 13’, 20’ Struth 35’ (rig.) Janzon 84’ | Marcatori | 85’ Jakobs |

| Arbitro: | Klauser |

|  |           |              |
|  | Marcatori | 63’ Simonsen |

| Arbitro: | Quindeau |

|                    |           |           |
| Seliger 50’ (rig.) | Marcatori | 57’ Wendt |

| Arbitro: | Burgers |

|                       |           |  |
| Schulz 66’ Stradt 83’ | Marcatori |  |

| Arbitro: | Walther |

|                       |           |            |
| Kaczor 52’ Lameck 65’ | Marcatori | 72’ Stradt |

| Arbitro: | Dreher |

|                 |           |                         |
| Stradt 18’, 42’ | Marcatori | 32’, 37’ Vöge 89’ Huber |

| Brema 14 maggio 1977, ore 15:30 CEST 33ª giornata | Werder Brema | 0 – 0 referto | TeBe Berlino | Weserstadion (8 000 spett.)\| Arbitro: \| Biwersi \| |
| Arbitro:                                          | Biwersi      |               |              |                                                      |

| Arbitro: | Fork |

|                                              |           |                            |
| Wendt 27’, 48’ Schneider 57’ Groß 89’ (rig.) | Marcatori | 56’ Toppmöller 90’ Metzler |

### Coppa di Germania
| Arbitro: | Roth |

|                                                                 |           |  |
| Kraus 4’ Hanisch 9’ Schmitz 50’ Jakobs 83’ Sackewitz 85’ (rig.) | Marcatori |  |

| Arbitro: | Niemann |

|                                         |           |                                   |
| Wendt 63’ Subklewe 72’ Schmitz 83’, 99’ | Marcatori | 43’, 65’, 95’ Sprenger 86’ Brings |

| Arbitro: | Roth |

|              |                      |           |
| Odendahl 84’ | Marcatori            | 63’ Wendt |
|              | Tiri di rigore 1 – 3 |           |

| Arbitro: | Redelfs |

|                                                              |           |            |
| Müller 3’ Flohe 17’ (rig.) van Gool 34’ Löhr 60’ Neumann 81’ | Marcatori | 37’ Eggert |

## Statistiche

### Statistiche di squadra
| Competizione      | Punti | In casa | In casa | In casa | In casa | In casa | In casa | In trasferta | In trasferta | In trasferta | In trasferta | In trasferta | In trasferta | Totale | Totale | Totale | Totale | Totale | Totale | DR  |
| Competizione      | Punti | G       | V       | N       | P       | Gf      | Gs      | G            | V            | N            | P            | Gf           | Gs           | G      | V      | N      | P      | Gf     | Gs     | DR  |
| ----------------- | ----- | ------- | ------- | ------- | ------- | ------- | ------- | ------------ | ------------ | ------------ | ------------ | ------------ | ------------ | ------ | ------ | ------ | ------ | ------ | ------ | --- |
| Bundesliga        | 22    | 17      | 6       | 6       | 5       | 32      | 31      | 17           | 0            | 4            | 13           | 15           | 54           | 34     | 6      | 10     | 18     | 47     | 85     | -38 |
| Coppa di Germania | -     | 2       | 1       | 1       | 0       | 9       | 4       | 2            | 0            | 1            | 1            | 2            | 6            | 4      | 1      | 2      | 1      | 11     | 10     | +1  |
| Totale            | 22    | 19      | 7       | 7       | 5       | 41      | 35      | 19           | 0            | 5            | 14           | 17           | 60           | 38     | 7      | 12     | 19     | 58     | 95     | -37 |

### Andamento in campionato
| Giornata  | 1 | 2  | 3  | 4  | 5  | 6  | 7  | 8  | 9  | 10 | 11 | 12 | 13 | 14 | 15 | 16 | 17 | 18 | 19 | 20 | 21 | 22 | 23 | 24 | 25 | 26 | 27 | 28 | 29 | 30 | 31 | 32 | 33 | 34 |
| --------- | - | -- | -- | -- | -- | -- | -- | -- | -- | -- | -- | -- | -- | -- | -- | -- | -- | -- | -- | -- | -- | -- | -- | -- | -- | -- | -- | -- | -- | -- | -- | -- | -- | -- |
| Luogo     | C | T  | C  | T  | T  | C  | T  | C  | T  | C  | T  | C  | T  | C  | T  | C  | T  | T  | C  | T  | C  | C  | T  | C  | T  | C  | T  | C  | T  | C  | T  | C  | T  | C  |
| Risultato | N | P  | V  | P  | P  | V  | P  | N  | N  | V  | P  | P  | P  | N  | P  | P  | P  | P  | N  | N  | N  | V  | P  | P  | P  | N  | P  | P  | N  | V  | P  | P  | N  | V  |
| Posizione | 8 | 15 | 11 | 14 | 15 | 13 | 15 | 13 | 13 | 11 | 13 | 14 | 15 | 15 | 16 | 17 | 17 | 18 | 18 | 18 | 17 | 17 | 18 | 18 | 18 | 18 | 18 | 18 | 18 | 18 | 18 | 18 | 18 | 17 |

Legenda:

Luogo: C = Casa; T = Trasferta. Risultato: V = Vittoria; N = Pareggio; P = Sconfitta.

### Statistiche dei giocatori
| Giocatore       | Bundesliga | Bundesliga | Bundesliga  | Bundesliga | Coppa di Germania | Coppa di Germania | Coppa di Germania | Coppa di Germania | Totale   | Totale | Totale      | Totale     |
| Giocatore       | Presenze   | Reti       | Ammonizioni | Espulsioni | Presenze          | Reti              | Ammonizioni       | Espulsioni        | Presenze | Reti   | Ammonizioni | Espulsioni |
| --------------- | ---------- | ---------- | ----------- | ---------- | ----------------- | ----------------- | ----------------- | ----------------- | -------- | ------ | ----------- | ---------- |
| H. Baake        | 19         | 1          | 2           | 1          | 2                 | 0                 | 0                 | 0                 | 21       | 1      | 2           | 1          |
| W. Berkemeier   | 33         | 2          | 2           | 0          | 2                 | 0                 | 0                 | 0                 | 35       | 2      | 2           | 0          |
| H. Birkenmeier  | 17         | 0          | 0           | 0          | 4                 | 0                 | 0                 | 0                 | 21       | 0      | 0           | 0          |
| A. Bittlmayer   | 0          | 0          | 0           | 0          | 0                 | 0                 | 0                 | 0                 | 0        | 0      | 0           | 0          |
| D. Bruckhoff    | 5          | 0          | 0           | 0          | 0                 | 0                 | 0                 | 0                 | 5        | 0      | 0           | 0          |
| P. Eggert       | 9          | 0          | 0           | 0          | 4                 | 1                 | 0                 | 0                 | 13       | 1      | 0           | 0          |
| V. Groß         | 17         | 1          | 0           | 0          | 0                 | 0                 | 0                 | 0                 | 17       | 1      | 0           | 0          |
| K. Hanisch      | 9          | 0          | 0           | 0          | 1                 | 1                 | 0                 | 0                 | 10       | 1      | 0           | 0          |
| D. Heun         | 10         | 0          | 0           | 0          | 2                 | 0                 | 0                 | 0                 | 12       | 0      | 0           | 0          |
| D. Hochheimer   | 17         | 1          | 0           | 0          | 1                 | 0                 | 0                 | 0                 | 18       | 1      | 0           | 0          |
| D. Jakobs       | 33         | 1          | 2           | 0          | 4                 | 1                 | 0                 | 0                 | 37       | 2      | 2           | 0          |
| H. Kraus        | 11         | 0          | 6           | 0          | 2                 | 1                 | 0                 | 0                 | 13       | 1      | 6           | 0          |
| I. Maras        | 0          | 0          | 0           | 0          | 0                 | 0                 | 0                 | 0                 | 0        | 0      | 0           | 0          |
| H. Nußbaum      | 0          | 0          | 0           | 0          | 1                 | 0                 | 0                 | 0                 | 1        | 0      | 0           | 0          |
| L. Otte         | 0          | 0          | 0           | 0          | 0                 | 0                 | 0                 | 0                 | 0        | 0      | 0           | 0          |
| C. Sackewitz    | 10         | 0          | 3           | 0          | 3                 | 1                 | 0                 | 0                 | 13       | 1      | 3           | 0          |
| E. Savkovic     | 29         | 0          | 6           | 0          | 3                 | 0                 | 0                 | 0                 | 32       | 0      | 6           | 0          |
| R. Schmitz      | 26         | 1          | 3           | 0          | 4                 | 3                 | 0                 | 0                 | 30       | 4      | 3           | 0          |
| L. Schneider    | 33         | 5          | 4           | 0          | 4                 | 0                 | 0                 | 0                 | 37       | 5      | 4           | 0          |
| J. Schulz       | 34         | 4          | 0           | 0          | 4                 | 0                 | 0                 | 0                 | 38       | 4      | 0           | 0          |
| G. Schwidrowski | 2          | 0          | 0           | 0          | 1                 | 0                 | 0                 | 0                 | 3        | 0      | 0           | 0          |
| H. Sprenger     | 20         | 0          | 2           | 0          | 1                 | 0                 | 0                 | 0                 | 21       | 0      | 2           | 0          |
| K. Stade        | 3          | 0          | 0           | 0          | 0                 | 0                 | 0                 | 0                 | 3        | 0      | 0           | 0          |
| W. Stradt       | 21         | 5          | 2           | 0          | 1                 | 0                 | 0                 | 0                 | 22       | 5      | 2           | 0          |
| K. Subklewe     | 22         | 4          | 1           | 0          | 2                 | 1                 | 0                 | 0                 | 24       | 5      | 1           | 0          |
| B. Wendt        | 30         | 20         | 4           | 0          | 3                 | 2                 | 1                 | 0                 | 33       | 22     | 5           | 0          |
| M. Zimmer       | 21         | 1          | 0           | 0          | 3                 | 0                 | 0                 | 0                 | 24       | 1      | 0           | 0          |